# Domhnall Ua Buachalla
Domhnall Ua Buachalla (engelska: Donal Buckley), född den 5 februari 1866, död den 30 oktober 1963, var en irländsk politiker och den sista generalguvernören på Irland mellan 1932 och 1936.